# 2641 Lipschutz
2641 Lipschutz (1949 GJ) là một tiểu hành tinh vành đai chính được phát hiện ngày 4 tháng 4 năm 1949 bởi Đài thiên văn Goethe Link ở Brooklyn.